# 阿布里科索韋 (別爾哥羅德-德涅斯特羅夫斯基區)
46°7′0″N 30°17′43″E / 46.11667°N 30.29528°E
阿布里科索韋（烏克蘭語：Абрикосове）是位於烏克蘭西南部的村莊，由敖德萨州裡比爾霍羅德-德涅斯特羅夫斯基區的沙博市鎮負責管轄。該村始建於1824年，面積0.35平方公里，2001年人口238，人口密度每平方公里680人。